# Warwick Estevam Kerr
Warwick Estevam Kerr, född 9 september 1922 i Santana de Parnaíba i São Paulo, död 15 september 2018 i Ribeirão Preto, var en brasiliansk genetiker, entomolog, professor och forskningsledare. Han har blivit uppmärksammad för sina upptäckter inom genetik och könskromosomer hos bin. Kerr var även ansvarig för att brasilianska bin (så kallade mördarbin), som är en korsning mellan europeiska och afrikanska honungsbin, spridits på den amerikanska kontinenten.